# Llavor
La llavor, sement o grana és una menuda planta embrionària, recoberta per una protecció, i normalment incloent algun nutrient emmagatzemat. És el resultat de la fecundació i maduració de l'òvul o ovocèl·lula de les plantes gimnospermes i de les angiospermes, és a dir, dels espermatòfits o vegetals amb llavors. Així, doncs, la llavor no és res més que el primordi seminal fecundat un cop és madur i està preparat per separar-se de la planta mare.

## Origen i significat de la llavor
La llavor té com a funció assegurar que la formació de l'embrió arribi a terme en condicions molt favorables, ja que el seu desenvolupament té lloc estant unit a la planta mare, que li proporciona aliment i una bona protecció. Si els teixits nutricis són abundants i l'embrió entra en estat de vida latent (com és el cas més típic), la llavor, un cop despresa de la planta, pot resistir períodes desfavorables més o menys llargs, tot mantenint la capacitat d'entrar en activitat, i un cop germina, facilita el bon desenvolupament inicial de la plàntula naixent.
A més, la llavor és, en principi, l'òrgan dispersant dels espermatòfits, en substitució de les petites espores dels pteridòfits isosporis i de les megàspores, ja força més grosses, dels pteridòfits heterosporis. Però en ser molt més pesada que una espora no és tan fàcil de dispersar o, si més no, a priori, no pot recórrer tan fàcilment llargues distàncies.

### La llavor de les gimnospermes
A les gimnospermes les llavors no estan envoltades, són nues, i es troben en estructures més simples anomenades pseudofruits, com per exemple la pinya. La llavor d'una gimnosperma es compon de:
- Embrió:Resultat de la fecundació del nucli de l'òvul dins del megagametòfit femella per un gamet emergit del tub del pol·len. Encara que sovint es formen diversos embrions normalment només un d'ells es desenvolupa completament i els altres degeneren. L'embrió està format per radicle, hipocòtil i els cotilèdons. L'embrió madur conté des d'un (en el gènere Ceratozamia) a diversos cotilèdons (dotze cotilèdons en els pins).
- Megagametòfit: que envolta l'embrió i és equivalent a l'endosperm de les angiospermes, dona protecció i serveix d'emmagatzematge de la llavor. En les gimnospermes no hi ha fusió dels nucleids masculí i polar, el megagametòfit és haploide i s'origina de l'òvul maternal.
- Coberta de la llavor: Derivada dels teixits maternals i, per tant, diploide. En moltes gimnospermes estan formats de diferents capes i com en les angiospermes tenen funció protectora de l'embrió. En les coníferes hi ha una gran varietat de formes, colors i presència d'estructures resinoses en la coberta de la llavor.
- Nucel·la: És un teixit dins del qual es desenvolupen els megagametòfits.
- Membrana de la megaspora:És una coberta papiràcia formada a través del nucellus però fora d'ell. És un teixit que es troba en algunes coníferes (com el pi roig) i té com a funció controlar la germinació tot restringint la imbibició d'aigua.[1]

### La llavor de les angiospermes
Consta de tres components diferents genèticament:
- L'embrió,en estat de vida latent, desenvolupat d'un zigot sorgeix de la conjunció del nucli espermàtic amb el de l'ovocèl·lula dins el sac embrional del primordi seminal.
- L'endosperma, normalment triploide, format per la fusió dels dos nuclis polars amb el segon nucli espermàtic. Tant l'embrió com l'endosperma constitueix un teixit nutritiu ric en lípids, midó o proteïnes que pot mancar en algunes espècies, ja que ha quedat absorbit per l'embrió.

- L'episperma o coberta externa de la llavor es desenvolupa del teixit tegumentari que envolta l'òvul i, per tant, en conserva les característiques genètiques. L'episperma protegeix l'embrió de danys físics i de la dessecació. Especialment en les llavors dispersades pel vent l'episperma presenta estructures visualment atractives (com la samara o les llavors alades)

Les llavors de les angiospermes estan envoltades del pericarp i formen un fruit, car provenen de l'ovari fecundat i madur.
Amb poques excepcions el desenvolupament de l'endosperma sempre precedeix el de l'embrió

## Morfologia de la llavor

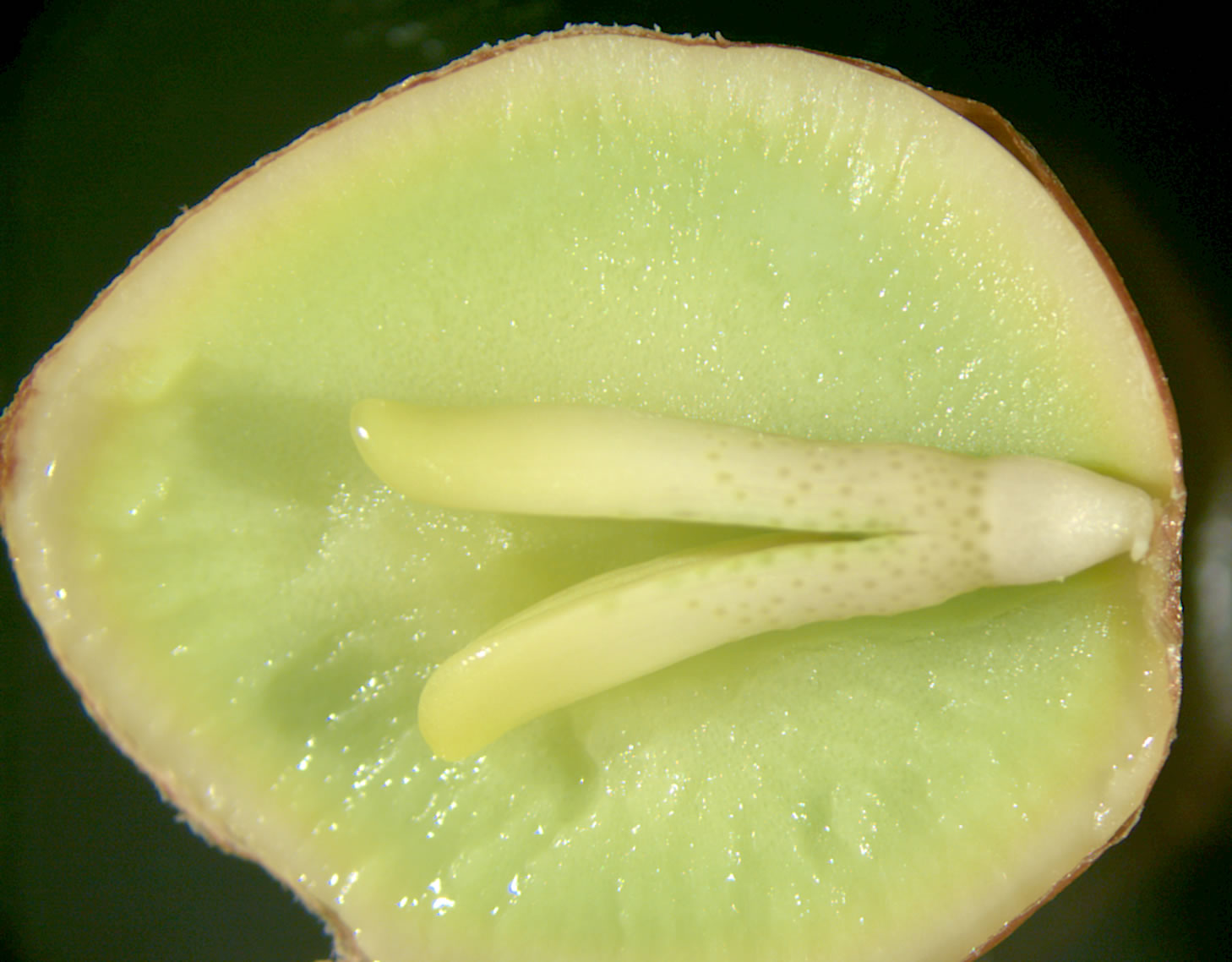
L'interior d'una llavor de Ginkgo, mostrant un embrió ben desenvolupat, el teixit nutritiu (megagametòfit), i una mica de la testa de la llavor al voltant.

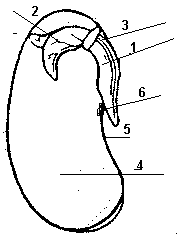
1. Radícula 2. Plúmula 3. Hipocòtil 4. Cotiledó 5. Endosperma 6. Micròpil

La llavor es compon, principalment, de tres parts, que es poden diferenciar bé per l’origen com per la funció: testa o episperma, teixits (o substàncies) de reserva i embrió.
- La testa o episperma és una coberta resistent que prové dels teguments, i sol tenir una missió de protecció, tant contra factors mecànics com químics. Aquesta funció és molt evident en les gimnospermes, en què les llavors no solen estar protegides per altres envoltes. En alguns casos, principalment en gimnospermes, l'espisperma es diferencia en dues capes, la sarcotesta, externa i carnosa, i l’esclerotesta, més interna i pètria. Molt sovint la testa conserva alguna empremta o cicatriu, deixada pel funicle quan la llavor se'n desprèn. En les llavors originades de primordis àtrops, aquesta empremta és molt circumscrita i es troba a la part oposada a l'antic micròpil i s'anomena hílum. En el cas de primordis anàtrops, en què el funicle queda soldat lateralment als teguments, la cicatriu és allargada o en forma de solc i s'anomena rafe. l'episperma sol ser ben prima en les llavors ben protegides pel pericarp com per exemple en la pell dels cacauets que s'esmicola fàcilment pressionat el gra entre els dits. Per contra, és molt més gruixut en les llavors que no tenen altra protecció que la seva com per exemple en la closca duríssima dels pinyons del pi pinyoner. Pot ser que la testa porti adherida alguna excrescència carnosa, en general com a recompensa per als animals disseminadors. Si es tracta d'un apèndix relativament petit, parlem d'eleosoma (situada vora el micròpil) o d'estrofíol (vora la base). També pot ser que aquella excrescència recobreixi més o menys tota la llavor, iniciant-se a la base d'aquesta (aril) o estenent-se des del micròpil (aril·loide).

- Els teixits de reserva s'anomenen genèricament albumen i consisteixen en parènquimes molt deshidratats que acumulen sucres (molts cops midó, com a les poàcies), greixos vegetals, proteïnes (a les fabàcies; i a les poàcies en forma d'aleurona). A les gimnospermes el teixit de reserva correspon als teixits haploides, modificats, del megaprotal·lus, i s'anomena endosperma primari; a les angiospermes procedeix de la cèl·lula triploide originada per la unió del nucli secundari del sac embrionari i un dels dos nuclis espermàtics, i rep el nom d’endosperma secundari. En alguns casos, la nucel·la del primordi no es consumeix del tot en la formació de la llavor i passa a servir també de reserva (perisperma), sola o acompanyada de l'endosperma secundari. Molt més rarament, hi ha llavors que gairebé no tenen reserves, com passa a les orquídies. Aquest albumen es desenvolupa en una primera fase acumulant reserves en forma de proteïnes i lípids al citoplasma i midó als plastidis. Posteriorment es dona una forta deshidratació que baixa la concentració de l'aigua fins al voltant d'un 10% del pes. L'albumen desapareix digerit per l'embrió, bé durant la maduració de la llavor o bé durant la seva germinació.

- L'embrió sovint posseeix un pedicle o suspensor que al principi l'empeny cap endins de la llavor en formació, per tal que s'alimenti més fàcilment. L'embrió té dos pols oposats: la radícula i la plúmula, i una mena de fulles embrionàries anomenades cotilèdons talment com si fos una planteta en miniatura. La plúmula correspon a l’àpex caulinar. La part de tija embrionària que queda entre la plúmula i els cotilèdons és l'epicòtil, i la que hi ha entre el cotilèdons i la radícula és l’hipocòtil. Els cotilèdons poden ser grossos o petits i poden consumir-se aviat quan la llavor germina (tenen un important paper en el desenvolupament i la implantació de la plàntula) o esdevenir les primeres fulletes fotosintètiques. En les gimnospermes són en nombre variable (de dos a molts) mentre que en les angiospermes són 1 (en les monocotiledònies) o 2 (en les dicotiledònies). En alguns grups, l'embrió es troba indiferenciat, sobretot en les famílies que fan llavors molt petites (orquidàcies i orobancàcies, entre altres), mentre que en altres l'embrió és molt desenvolupat (sobretot amb grans cotilèdons) i de vegades es troba corbat o espiralat dins de la testa.

## Fisiologia de la llavor
Generalment les llavors són les estructures vegetals menys riques en aigua, ja que tenen un contingut d'humitat que pot ser menor del 10%. Poden mantenir-se viables per un nombre molt variable d'anys; per exemple, en les plantes hortícoles les llavors de ceba si no són mantingudes en condicions especials només tenen una durada de dos anys, en canvi les de l'escarola mantenen el seu poder germinatiu durant més de 10 anys.

### La germinació
La germinació comença amb la incorporació d'aigua de la llavor seca i queda completa per la protrusió de la radícula.
La germinació de les llavors depèn tant de condicions internes com externes. Els factors externs més importants inclouen: temperatura, aigua, oxigen i a vegades llum o foscor. Segons les espècies de plantes tenen diferents requeriments per a germinar. Sovint depenen de la varietat i està lligat a condicions ecològiques de l'hàbitat natural de les plantes. Per algunes llavors les futures respostes a la germinació estan afectades per les condicions mediambientals durant la formació de la llavor.
- L'aigua - és necessària per a la germinació. Les llavors madures soint contenen molt poca aigua i, per tant, han d'agafar aigua en quantitats significatives. La presa d'aigua per les llavors s'anomena imbibició. Una vegada que s'han exhaurit les reserves nutritives de la llavor cal un subministrament d'aigua continu.
- L'oxigen - és necessari per al metabolisme de la llavor en germinació en concret per la respiració aeròbica de la llavor fins que emergeixen les fulles i es passa a la fotosíntesi[3] En cas de tenir el sòl massa aigua l'oxigen no és suficient.
- La temperatura - afecta les taxes de creixement i el metabolisme. Segons les espècies hi ha un ampli marge de temperatures per a germinar, algunes plantes prefereixen temperatures contrastades.
- La llum i la foscor - pot ser un estímul per germinar o la dormància. La majoria de llavors no estan afectades per aquests factors però algunes forestals no germinen sinó es fa una clariana en el bosc.

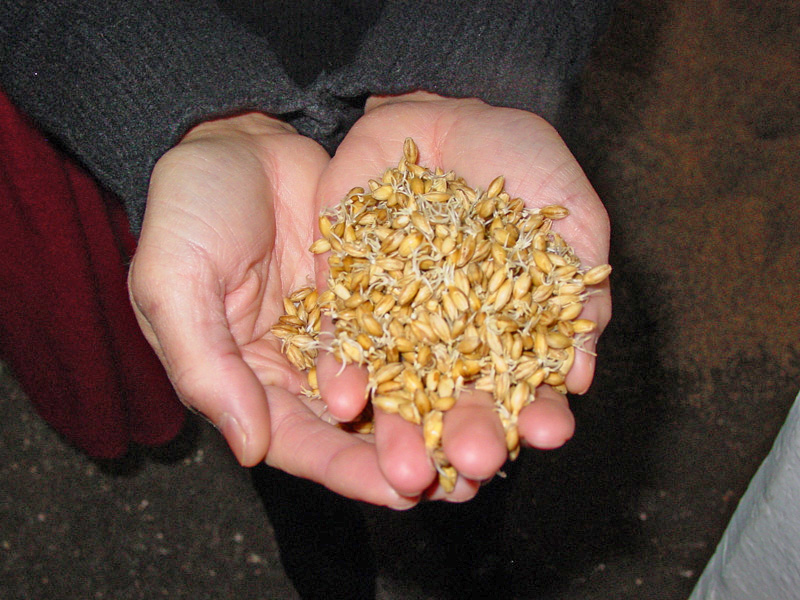
Malta, llavors germinades d'ordi

### Resistència
Les llavors disposen d'una enorme capacitat de resistència als factors ambientals sobretot pel que fa a les baixes temperatures atesa la seva deshidratació considerable. També tenen, en general, una molt baixa activitat fisiològica. Els factors mecànics tampoc l'afecten gaire degut a la duresa de la testa. Tot plegat fa que conservin la seva capacitat de germinació durant períodes més o menys llargs de temps. Així, algunes salicàcies perden el poder germinatiu al cap de poques setmanes i les llavors de la niella (Agrosthema githago) ja no són viables al cap d'un any. A l'altre extrem trobem les llavors de la planta asiàtica anomenada lotus de l'Índia (Nelumbo nucífera) que poden conservar la capacitat germinativa més enllà de mil anys.

### La dormició
La dormició és un terme que designa en una planta l'estat de virtual manca d'activitat metabòlica i de desenvolupament. En la pràctica és la incapacitat temporal de germinar que presenten les llavors ja sia per factors mediambientals (sequedat manca d'oxigen, temperatures inadequades, etc.) o per la mateixa estructura de la llavor (coberta impermeable, inhibició biològica de la germinació, etc.) que ha de ser vençuda amb el pas del temps i les condicions mediambentals canviants. El grau de dormició varia molt entre les diferents espècies. Artificialment en la pràctica agrícola i forestal es venç la dormició amb l'estratificació de les llavors, submergint-les en àcids, aplicant fitohormones o mantenint les llavors, durant un temps determinat, a temperatures adequades.

## Importància econòmica de les llavors

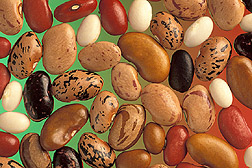
Una varietat de llavor de fesols

### Llavors comestibles
Moltes llavors són comestibles i la majoria de les calories de la dieta humana provenen de les llavors especialment dels cereals, lleguminoses i fruits secs. Les llavors també proporcionen olis (soja, gira-sol, colza, càrtam, xia, etc.), moltes begudes (ordi cerveser, civada per a whisky, etc.) i espècies i altres són additius alimentaris importants. En diverses llavors l'embrió o l'endosperma dominen i proporcionen la majoria dels nutrients. L'emmagatzematge de proteïnes de l'embrió i de l'endosperma varia en el seu contingut d'aminoàcids i en les seves propietats físiques. Per exemple el gluten del blat que dona elasticitat al pa és, estrictament parlant, una proteïna de l'endosperma.
Les llavors s'utilitzen per propagar la majoria dels conreus, les espècies forestals, gespa i pastures.
Els animals també mengen llavors silvestres o conreades.

## La llavor en el llenguatge popular i anècdotes
En el llenguatge corrent i comercial també es dona el nom de llavors als tubercles de les patates destinats a reproduir la planta. De la mateixa manera es parla de llavors de gira-sol amb la closca i tot quan en realitat es tracta de tot el fruit que rep el nom d'aqueni.

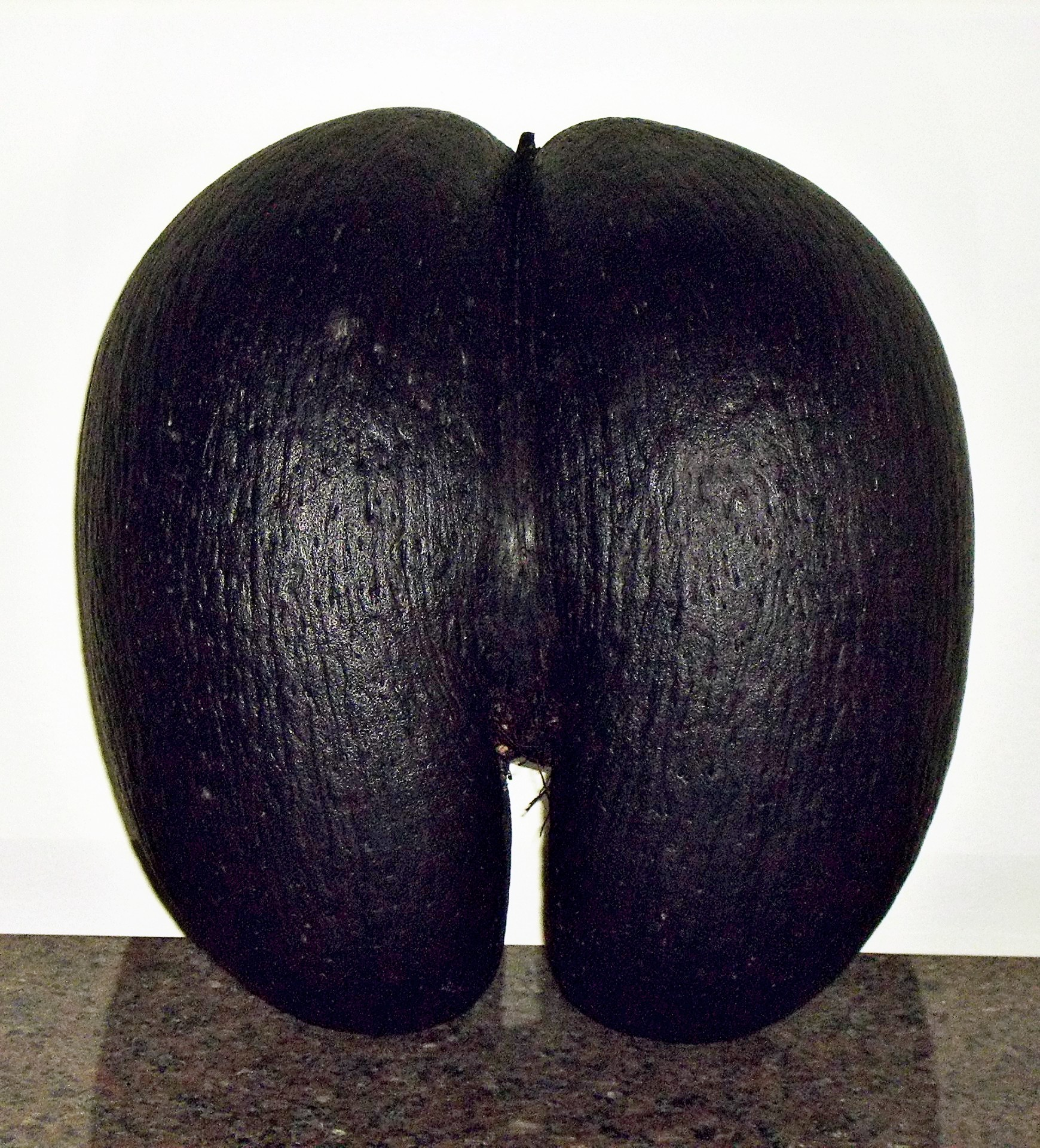
La llavor més gran és la del coco de les Maldives.

- Viabilitat: La llavor viable més antiga (datada amb la tècnica del Carboni 14) és la d'una palmera datilera de Judea amb una edat de 2.000 anys que va ser descoberta en una excavació a Masada a Israel. La van fer germinar el 2005.[5]

- Grandària: La llavor més gran la produeix el cocoter de les Maldives (Lodoicea maldivica) i pot arribar a pesar fins a 23 kg.[6]

- Fòssils: La llavor fòssil més antiga que s'ha trobat data d'uns 365 milions d'anys en el període Devonià a Virgínia occidental de l'espècie Elkinsia polymorpha.[7]

- Velocitat: Les llavors de castanyer o l'auró germinen gairebé tan bon punt toquen el terra.

- Lleugeresa: Les llavors més lleugeres són les granes d'orquídies; així, el fruit de Cycnoches chlorochilon conté 3,7 milions de llavors i una llavor de Goodyera repens pesa poc més d'1 milionèsima d'un gram.

- Viviparisme: La llavor d'alguns mangles germinen directament dins el fruit encara unit a la planta mare.

- Temperatura: Els incendis forestals poden promoure la germinació de llavors d'eucaliptus atès que causen reaccions tèrmiques i químiques que desperten el període de latència.